# Janek Rubeš
Pour les articles homonymes, voir Janek et Rubeš.
Janek Rubeš, de son vrai nom Jan Rubeš, né le 24 décembre 1987 à Prague, est un journaliste, documentariste et vidéaste tchèque. Avec son partenaire Honza Mikulka, il tient la chaîne Youtube HonestGuide, sur laquelle il présente divers aspects de la ville de Prague et expose des fraudeurs et des pièges à touristes (en) locaux.

## Biographie

### Jeunesse et études
Janek Rubeš étudie à l'Académie du cinéma Miroslav Ondříček (en) à Písek en 2008, avant de poursuivre ses études à l'université Tomáš Baťa (cs) de 2011 à 2014. Son père Jan Rubeš a travaillé dans le milieu de la télévision, tandis que sa sœur Bet Orten est photographe.

### Carrière

#### Débuts et réalisations indépendantes
Il commence sa carrière en réalisation audiovisuelle en 2006 en créant un duo avec Jindra Malík sous le nom de Noisebrothers. Le duo diffuse alors plusieurs vidéos à succès sur la plateforme Stream.cz (cs). Ces vidéos incluaient plusieurs séries sur les arnaques et le crime organisé à Prague.
Il reçoit la Loupe d'argent (cs) du contenu créatif lors de la dixième cérémonie des Prix internet tchèques, diffusés sur la chaîne Youtube de Stream.cz. Il devient aussi le caméraman de la série Gebrian versus (cs). En 2016, il est invité sur le talk-show 7 pádů de DVTV (cs) animé par Honza Dědek (cs).
En septembre 2018, Rubeš quitte Stream.cz, après plus de dix ans de collaboration. Il rejoint Honza Mikulka pour former HonestGuide, supervisé par le programme Seznam Zprávy (cs) de Seznam. Ils collaborent aussi avec Jindřich Šídlo (cs). Avec Televize Seznam (cs), il anime le programme V Centru de 2018 à 2019, qu'il a lui-même créé.

#### HonestGuide
Janek Rubeš et Honza Mikulka lancent leur chaîne HonestGuide en tchèque sur la chaîne Youtube Kluci z Prahy, chaîne qui cumule 380 000 abonnés, et en anglais sur une chaîne indépendante qui compte plus d'un million d'abonnés.
La chaîne est nommée en 2016 pour recevoir la Loupe d'argent du meilleur Projet tchèque de portée internationale. Leur vidéo Prague's Worst Tourist Trap (en français : Le pire piège à touristes de Prague) a cumulé plus de trois millions de visionnements et a suscité l'intérêt de médias étrangers. En 2021, le ministre des Affaires étrangères Tomáš Petříček le nomme Ambassadeur de bonne volonté.

## Distinctions
En 2016, le magazine Forbes le nomme dans ses 30 en dessous de 30, trente personnalités tchèques inspirantes en dessous de trente ans. En 2017, il remporte la Loupe d'argent de la personnalité de l'année. Il remporte un prix spécial pour son courageux travail de journalisme d'investigation dans le cadre du prix Karel Havlíček Borovský (cs) 2018.